# 우라늄 광업
우라늄 광업(Uranium mining)은 우라늄 광산에서 우라늄 원석을 채굴하는 산업을 말한다. 2015년 전세계 우라늄 생산량은 60,496 톤이다. 카자흐스탄, 캐나다, 호주가 3대 생산국으로 전세계 우라늄 생산의 70%를 차지한다. 그밖에 매년 1,000톤 이상의 우라늄(U3O8 기준)을 생산하는 나라들은 니제르, 러시아, 나미비아, 우즈베키스탄, 중국, 미국, 우크라이나가 있다. 우라늄은 대부분 원전 연료로 사용된다.

## 역사
1789년 우라늄이라는 물질이 발견되었다.
2009년 7월 12일, 일본 방분에 앞서, 산자 바야르 몽골 총리가 일본과 우라늄 광산을 공동으로 개발키로 했다고 말했다. U3O8 우라늄 1 kg은 석유 300배럴과 맞먹는 열량을 내 식량과 석유에 이어 3대 전략물자로 꼽히며, 몽골은 세계 최대 규모의 우라늄 매장량을 보유한 나라다.
2013년 미국의 총 우라늄 생산량은 U3O8 481만 파운드(약 1850 tU)라고 미국 에너지부의 에너지정보국(Energy Information Administration, EIA)이 보고했다. 매년 미국 원전이 사용하는 우랴늄량의 10% 수준이다.
2016년 기준으로, 전 세계적으로 우라늄을 가장 많이 생산하는 국가는 카자흐스탄(연간 2만4000톤), 캐나다(1만4132톤), 호주(5889톤), 러시아(3050톤) 등이 꼽힌다. 아프리카의 나미비아, 니제르 등에서도 생산된다.
우라늄은 다른 상품과 달리 공개된 시장에서 거래되지 않고, 개별 계약으로 거래가 이뤄진다. 생산량의 25%만이 뉴욕 상품거래소에서 거래된다.
세계 최대 우라늄 생산업체는 카자흐스탄의 카자톰프롬이다.
2013년 5월 23일, 미국 정부가 소유하고 있는 유일한 우라늄 농축 시설인 퍼두커 공장이 경영난으로 다음 달 문을 닫는다고 뉴욕타임스 보도했다. 1952년 농축우라늄 생산과 핵무기 제조를 위해 켄터키주 서부 퍼두커 시 인근에 지어 미국우라늄농축공사(USEC)가 운영해온 이 공장은 제2차 세계대전 중 일본 히로시마(廣島)에 투하했던 원자폭탄에 쓰인 기체확산법을 사용한다. 현재의 가스 원심분리기 공법과 비교하면 전력 소모가 20여 배나 많아 적자가 누적된 상태였다. 미국은 원심분리 공법의 우라늄 농축 공장을 3곳에 건설 중이다.
2014년 3월 9일, 세계 최대 농축 우라늄 공급업체인 미국의 미국우라늄농축공사(USEC)이 최근 미국 연방법원에 파산신청서를 냈다. 1990년대 미국 정부가 설립했지만, 1997년에 민영화되었다.
북한은 상업용 원전도 없고, 해외에 수출한다는 보도도 없는데, 평산 우라늄 광산 등 5개의 광산에서 매년 2000톤의 U3O8 우라늄을 생산한다고 알려져 있다.

## 같이 보기
- 평산 우라늄 광산